# 5-Carboxytetramethylrhodamin-N-succinimidylester
5-Carboxytetramethylrhodamin-N-succinimidylester (synonym 5-TAMRA-SE) ist ein Fluoreszenzfarbstoff aus der Gruppe der Rhodamine. Er kann sowohl in die Gruppe der Triphenylmethanfarbstoffe, als auch der Xanthenfarbstoffe eingeordnet werden. 5-TAMRA-SE wird zur Fluoreszenzmarkierung von Nukleinsäuren und Proteinen verwendet. Als Succinimidylester von 5-TAMRA reagiert es bereitwillig mit Aminogruppen.